# Tardáguila
Tardáguila település Spanyolországban, Salamanca tartományban. Tardáguila Topas, Aldeanueva de Figueroa, Arcediano, Negrilla de Palencia és Palencia de Negrilla községekkel határos. Lakosainak száma 197 fő (2024).

## Népesség
A település népessége az elmúlt években az alábbi módon változott:
| Lakosok száma | 255  | 232  | 246  | 233  | 244  | 230  | 221  | 208  | 193  | 197  |
|               | 2001 | 2004 | 2007 | 2009 | 2012 | 2014 | 2017 | 2019 | 2022 | 2024 |